# La penultima verità
La penultima verità (The Penultimate Truth) è un romanzo di fantascienza di Philip K. Dick pubblicato nel 1964. È un romanzo corale, ambientato in un futuro apocalittico nel quale si è combattuta la terza guerra mondiale e l'umanità si è rifugiata a vivere in enormi formicai sotterranei costruiti per proteggersi dalle radiazioni.
Deriva in parte dai racconti brevi The Defenders (1953) e The Mold of Yancy (1955).

## Trama
In un futuro imprecisato la maggior parte dell'umanità è ridotta a vivere in enormi villaggi sotterranei (detti formicai) e a produrre androidi (Plumbei) che possano combattere nella guerra combattuta sulla superficie fra le Democrazie occidentali (Dem-Occ ovvero Europa e Stati Uniti d'America) e l'Unione popolare (Un-Pop ovvero URSS e Asia). In realtà la guerra è terminata da tempo e i plumbei prodotti vengono usati come fedeli servitori dalla classe dirigente (gli uomini-Yance) che vive sulla superficie in enormi ville costruite nei punti dove la radioattività è minore, continuando a far credere agli abitanti dei formicai che la guerra è ancora in corso tramite finte immagini di guerra trasmesse dalla televisione durante i discorsi del presidente-fantoccio Talbot Yance (un simulacro meccanico i cui discorsi sono scritti dagli uomini-Yance).
La notizia della fine della guerra si inizia però a spargere all'interno di numerosi formicai, facendo tornare in superficie migliaia di formicanti che vengono messi a dimora in enormi condomini-prigione in superficie. I sospetti del dittatore Stanton Brose sul responsabile della fuga di notizie cadono sul costruttore di condomini Louis Runcible. Per questo elabora un piano per incastrarlo, che consiste nel nascondere tramite una macchina del tempo alcuni finti reperti archeologici in un terreno di Runcible per poi poterlo arrestare e mandare in rovina. Ma qualcosa va storto e i collaboratori a questo piano vengono uccisi uno dopo l'altro sinché l'ultimo rimasto oltre a Brose è Joe Adams, un uomo-Yance che si occupa di scrivere i discorsi del presidente.
Per indagare sugli omicidi Brose convoca Webster Foote, poliziotto privato che scopre che il responsabile degli omicidi è Dave Lantano, un nativo americano arrivato nel futuro grazie ad alcuni dispositivi in grado di estendergli la vita; tali strumenti erano proprio tra quelli mandati nel passato dalla macchina del tempo usata nel complotto contro Runcible. Lantano convince Foote ad aiutarlo ad uccidere Brose per porre fine alla dittatura, mentre Adams si nasconde all'interno di un formicaio assieme a Nicholas St. James, un formicante scappato dal sottosuolo per trovare un organo per il trapianto a un suo compagno.
Il libro si chiude in maniera ambigua, Adams e St. James vedono dagli schermi del formicaio il presidente Yance annunciare la fine della guerra (ovvero la penultima verità, perché l'ultima ancora da rivelare sarà che la superficie non è più radioattiva), il che lascia intuire che a vincere la lotta in superficie sono stati Lantano e Foote, mentre non si chiarisce se i formicanti riusciranno o no a tornare in superficie.

## Tratti in comune conI simulacri
Il romanzo contiene numerosi tratti in comune con un altro libro di Philip K. Dick dello stesso anno, I simulacri. In entrambi i romanzi gli Stati Uniti sono governati da un presidente fantoccio che fa da schermo a chi detiene realmente il potere, e la popolazione è divisa in due classi ben distinte, una a conoscenza della verità e l'altra che vive nella menzogna. Un altro punto di contatto è la presenza di un personaggio in grado di viaggiare nel tempo come nel racconto L'uomo dorato per conoscere in anticipo le conseguenze delle sue azioni e calcolare le possibilità di successo delle stesse. 
Merita di essere menzionato anche l'incipit, in cui l'umanitá é ridotta a vivere nel sottosuolo per alimentare i robot che in superficie continuano a combattere la guerra, in comune con il racconto del 1953 I difensori della Terra, la cui trama diverge partendo dalle stesse premesse.

## Edizioni
(elenco parziale)
- Philip K. Dick, The Penultimate Truth, 1964.
- Philip K. Dick, La penultima verità, traduzione di Mauro Cesari, collana Bussola n° 12, Casa Editrice La Tribuna, 1966.
- Philip K. Dick, La penultima verità, traduzione di Vittorio Curtoni, collana Piccola Biblioteca Oscar n° 212, Arnoldo Mondadori Editore, 2000, ISBN 88-04-47205-7.